# Campionato caraibico maschile di pallacanestro 2014
Il 23º Campionato Caraibico Maschile di Pallacanestro FIBA (noto anche come FIBA CBC Championship 2014) si è svolto dal 1° al 5 luglio 2014 a Road Town nelle Isole Vergini Britanniche. Il torneo è stato vinto dalla nazionale bahamense.

## Classifica finale
| Pos | Squadra                   | Rosa |
| --- | ------------------------- | --- |
|     | Bahamas                   | Bahamas4 Johnson, 5 Hinds, 6 Gray, 7 R. Rose, 8 Bain, 9 Farrington, 10 L. Rose, 11 Davis, 12 Ferguson, 13 D. Coleby, 14 K. Coleby, 15 Rolle, All. Larry Eustachy                                  |
|     | Cuba                      | Cuba4 Mestre, 5 Oliva, 6 Justiz, 7 Rodríguez, 8 Soria, 9 Valdés, 10 Granda, 11 Jaca, 12 Haití, 13 Martínez, 14 Rivero, 15 Torres, All. Daniel Scott                                               |
|     | Isole Vergini Americane   | Isole Vergini Americane4 Rivera, 5 Sheppard, 6 Peltier, 7 Victor, 8 Williams, 9 Edwin, 10 Brown, 11 Gray, 12 Richards, 13 Samuel, 14 Smith, 15 Jones, All. Milton Barnes                          |
| 4   | Isole Vergini Britanniche | Isole Vergini Britanniche4 Alfred, 5 Parillon, 6 Malone, 7 Cann, 8 Bass, 9 Chiverton, 10 Blyden, 11 Cameron, 12 Carey, 13 George, 14 Smith, 15 Freeman, All. Keith Malone                         |
| 5   | Guyana                    | Guyana4 Marshall, 5 Klaiber, 6 Ifill, 7 Kanhai, 8 Gullen, 9 Victor, 10 Stephney, 11 Thomas, 12 Roberts, 14 Webster, All. -                                                                        |
| 6   | Barbados                  | Barbados4 Gibbons, 5 Clarke, 6 Lockhart, 7 Bridgeman, 8 Simmons, 9 Vanderpool, 10 Birkett, 11 Gill, 12 Marsh, 13 Moore, 14 J. Jones, 15 K. Jones, All. Nigel Lloyd                                |
| 7   | Antigua e Barbuda         | Antigua e Barbuda4 Samuel, 5 Meade, 6 Davis, 7 Kevin Francis, 8 McCoy, 9 Warrington, 10 Joshua, 11 Richardson, 12 Martin, 13 Keva. Francis, 14 Scott, 15 Sergeant, All. George Hughes             |
| 8   | Saint Vincent e Grenadine | Saint Vincent e Grenadine4 N. Williams, 5 Taylor, 6 Penniston, 7 Edwards, 8 Baptiste, 9 McKenzie, 10 Fergusson, 11 Gardiner, 12 Bramble, 13 Bishop, 14 R. Williams, 15 Ottley, All. Junior Sutton |